# Yeisy Soto
Yeisy Soto, född 7 april 1996 är en volleybollspelare (center).
Soto spelar med Colombias landslag och har med dem tagit silver vid sydamerikanska mästerskapet 2021, där hon själv utsågs till bästa center (tillsammans med Ana Carolina da Silva, Brasilien). Hon spelade också i VM 2022. Hon har spelat med klubbar i Colombia, Peru, Frankrike och Tyskland.